# 阿拉莫德島
68°43′S 67°32′W / 68.717°S 67.533°W
阿拉莫德島（英語：Alamode Island）是南極洲的島嶼，位於葛拉漢地西岸，處於瑪格麗特灣，屬於大地群島的一部分，海拔高度320米，現時由南極條約體系管理。